# Hymenocharta
Hymenocharta là một chi bướm đêm thuộc họ Geometridae.